# 顺化大修院
顺化大修院（越南语：Đại chủng viện Huế，英语：Major Seminary of Hue）是越南的9个罗马天主教大修院之一，位于顺化市金龙街（đường Kim Long）30号，为天主教顺化总教区、天主教岘港教区和天主教崑嵩教区培养神父。院长是胡若瑟神父（Giuse Hồ Thứ）。
顺化大修院创立于1962年9月1日，为中部各省培养神父。1975年，修院关闭。
1994年11月22日，大修院恢复。